# Acalypha heteromorpha
Acalypha heteromorpha är en törelväxtart som beskrevs av Henry Hurd Rusby. Acalypha heteromorpha ingår i släktet akalyfor, och familjen törelväxter. Inga underarter finns listade i Catalogue of Life.